# Савенко Антон Олександрович
Анто́н Олекса́ндрович Саве́нко — лейтенант Збройних сил України, учасник російсько-української війни.

## З життєпису
Розвідник-радист групи спеціального призначення. Брав участь у визволенні Слов'янська та Торецька. У часі бою з колоною проросійських терористів біля міста Первомайськ особисто — під обстрілом противника — здійснював прикриття групи спеціального призначення та забезпечував евакуацію.

## Нагороди
- орден «За мужність» III ступеня (21.8.2014)
- орден Богдана Хмельницького III ступеня (27.11.2014).
- Медаль «За військову службу Україні»[1]